# Полоцкий поход Мстислава Великого
Полоцкий поход Мстислава Великого (1127) — силовая смена власти войсками великого князя киевского Мстислава Великого в Полоцком княжестве. Давыд Всеславич был смещён, Рогволод Всеславич посажен на полоцкое княжение.

## История
Мстислав Великий после смерти отца (1125) получил только окрестности Киева. Его сын Всеволод княжил в Новгороде. В остальных русских землях княжили собственные династии либо младшие Мономаховичи. Когда Всеволод Ольгович выгнал из Чернигова своего дядю Ярослава Святославича, он дал Мстиславу за невмешательство Курск, и тот посадил в нём своего сына Изяслава. В связи с походом 1127 года в качестве смоленского князя впервые упомянут Ростислав Мстиславич, в то время как при походах на Глеба минского (1117—1119) (до смерти Святополчичей в Турове) смоленским князем был Вячеслав Владимирович.
Летопись не указывает причин полоцкого похода, но подробно описывает его.
1. Туровский, волынский, городенский и клецкий отряды осадили Изяславль.
2. Чернигово-северские отряды были направлены под Стрежев.
3. Киевский воевода Иван Вышатич с чёрными клобуками к Борисову.
4. Смоленский отряд под Друцк.

Вторжение было запланировано одновременно со всех направлений в августе. Изяслав Мстиславич курский пришёл под Логойск на день раньше намеченного, захватил в плен Брячислава Давыдовича и присоединился к группе, осаждавшей Изяславль.
Затем в Полоцкую землю вошло и новгородское войско во главе с Всеволодом Мстиславичем, и тогда полоцкое вече решило изгнать Давыда и принять Рогволода.

## Последствия
Вероятно, Рогволод Всеславич в отсутствие поддержки извне не смог удержаться у власти, и на полоцкое княжение вновь вернулся Давыд. Тогда в 1130 году Мстислав Великий выслал полоцких князей, включая своего зятя Брячислава Давыдовича, в Византию, а в Полоцке посадил своего сына Изяслава. Давыд Всеславич из ссылки не вернулся; вероятно, он умер в ссылке.
В 1132 году после смерти Мстислава Великого и начала борьбы младших Мономаховичей с Мстиславичами в Полоцк вернулся Василько Святославич. Далее в Полоцке, вплоть до вхождения в Великое княжество Литовское, княжили потомки Всеслава Брячиславича.